# Furmeyer
Furmeyer est une commune française située dans le département des Hautes-Alpes en région Provence-Alpes-Côte d'Azur.

## Géographie
Furmeyer est situé à l'est de Veynes, dans la vallée du Petit Buëch. Le village est accessible par la route départementale 320. Le point culminant de la commune est le Pic de la Fayolle (1 223 m). En plus du village, plusieurs hameaux sont présents sur la commune :
- les Savoyons
- les Meules
- la Villette
- le Villard

La commune est couverte par une Cartographie informative des phénomènes torrentiels et mouvements de terrain (CIPTM), établie par la préfecture.

## Toponymie
Le nom de la localité est attesté sous la forme de Furmier dès 1239, Furmeerium en 1242, Furmeyerium en 1336, Furmeherium en 1397.
Furmeier en occitan.
Ce toponyme provient du latin Formica (fourmi) via l'occitan Furmigier signifiant Fourmilière. Furmeyer est construit sur une petite butte, rappelant une fourmilière par sa petite taille.

## Histoire
Au XVIe siècle, les Rambaud de Montgardin et d'Ancelle deviennent les seigneurs majeurs de Furmeyer, du fait de l’achat de la terre de Furmeyer, en 1525, à Jaymonne Raymond Montrond, par Guélis. D’où le nom des capitaines (Rambaud de) Furmeyer que l’on retrouve chez tous les historiens qui parlent du Dauphiné du temps des guerres de Religion.

## Politique et administration

### Liste des maires
| Période                                  | Période  | Identité                  | Étiquette | Qualité                                                                                |
| ---------------------------------------- | -------- | ------------------------- | --------- | -------------------------------------------------------------------------------------- |
| Les données manquantes sont à compléter. |          |                           |           |                                                                                        |
| avant 1981                               | ?        | Daniel Patras (1921-2006) | PS        |                                                                                        |
| mars 2001                                | 2010     | Raymond Uzes              |           |                                                                                        |
| juin 2010                                | 2014     | Michel Ricou-Charles      | SE        | Retraité                                                                               |
| avril 2014                               | mai 2020 | Guy Pitaval               |           | Retraité de profession libérale                                                        |
| mai 2020                                 | En cours | Michel Ricou-Charles,     |           | Professeur, profession scientifique Président de la Communauté de communes depuis 2020 |

### Climat
Pour des articles plus généraux, voir Climat de Provence-Alpes-Côte d'Azur et Climat des Hautes-Alpes.
En 2010, le climat de la commune est de type climat des marges montargnardes, selon une étude du Centre national de la recherche scientifique s'appuyant sur une série de données couvrant la période 1971-2000. En 2020, Météo-France publie une typologie des climats de la France métropolitaine dans laquelle la commune est exposée à un climat de montagne ou de marges de montagne et est dans la région climatique Alpes du sud, caractérisée par une pluviométrie annuelle de 850 à 1 000 mm, minimale en été.
Pour la période 1971-2000, la température annuelle moyenne est de 8,7 °C, avec une amplitude thermique annuelle de 16,8 °C. Le cumul annuel moyen de précipitations est de 1 036 mm, avec 8 jours de précipitations en janvier et 5,8 jours en juillet. Pour la période 1991-2020, la température moyenne annuelle observée sur la station météorologique de Météo-France la plus proche, « Le Saix », sur la commune du Saix à 7 km à vol d'oiseau, est de 10,2 °C et le cumul annuel moyen de précipitations est de 865,4 mm. 
La température maximale relevée sur cette station est de 39,3 °C, atteinte le 23 août 2023 ; la température minimale est de −19 °C, atteinte le 7 février 2012,,.
Les paramètres climatiques de la commune ont été estimés pour le milieu du siècle (2041-2070) selon différents scénarios d'émission de gaz à effet de serre à partir des nouvelles projections climatiques de référence DRIAS-2020. Ils sont consultables sur un site dédié publié par Météo-France en novembre 2022.

## Urbanisme

### Typologie
Au 1er janvier 2024, Furmeyer est catégorisée commune rurale à habitat dispersé, selon la nouvelle grille communale de densité à 7 niveaux définie par l'Insee en 2022.
Elle appartient à l'unité urbaine de Veynes, une agglomération intra-départementale dont elle est une commune de la banlieue,. Par ailleurs la commune fait partie de l'aire d'attraction de Gap, dont elle est une commune de la couronne,. Cette aire, qui regroupe 73 communes, est catégorisée dans les aires de 50 000 à moins de 200 000 habitants,.

### Occupation des sols
L'occupation des sols de la commune, telle qu'elle ressort de la base de données européenne d’occupation biophysique des sols Corine Land Cover (CLC), est marquée par l'importance des forêts et milieux semi-naturels (88,1 % en 2018), en augmentation par rapport à 1990 (85,6 %). La répartition détaillée en 2018 est la suivante : 
forêts (75,5 %), milieux à végétation arbustive et/ou herbacée (12,1 %), zones agricoles hétérogènes (7,9 %), zones urbanisées (2,2 %), prairies (1,8 %), espaces ouverts, sans ou avec peu de végétation (0,4 %).
L'évolution de l’occupation des sols de la commune et de ses infrastructures peut être observée sur les différentes représentations cartographiques du territoire : la carte de Cassini (XVIIIe siècle), la carte d'état-major (1820-1866) et les cartes ou photos aériennes de l'IGN pour la période actuelle (1950 à aujourd'hui).

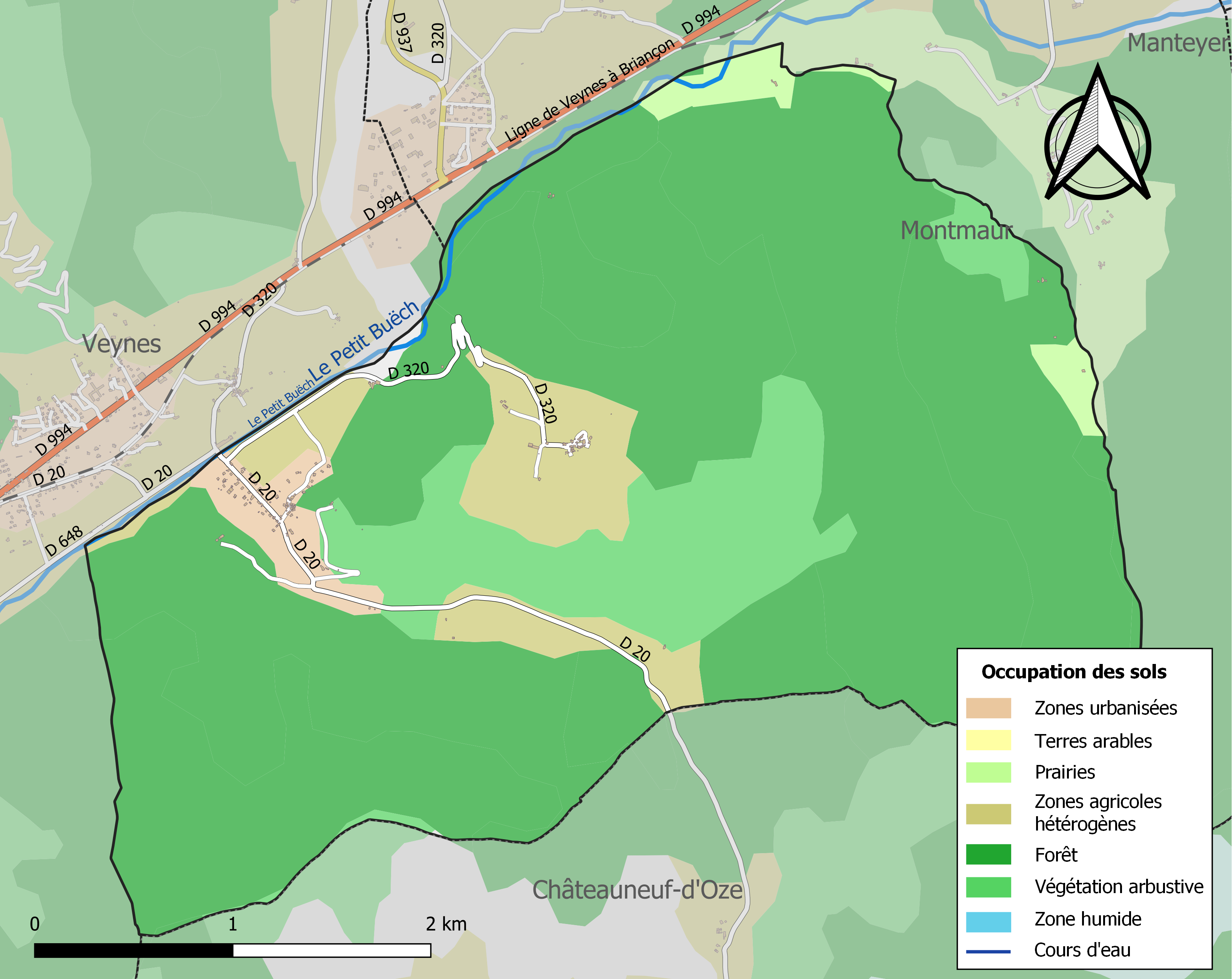
Carte de l'occupation des sols de la commune en 2018 (CLC).

## Population et société

### Démographie
L'évolution du nombre d'habitants est connue à travers les recensements de la population effectués dans la commune depuis 1793. Pour les communes de moins de 10 000 habitants, une enquête de recensement portant sur toute la population est réalisée tous les cinq ans, les populations de référence des années intermédiaires étant quant à elles estimées par interpolation ou extrapolation. Pour la commune, le premier recensement exhaustif entrant dans le cadre du nouveau dispositif a été réalisé en 2008.

En 2022, la commune comptait 175 habitants, en évolution de +14,38 % par rapport à 2016 (Hautes-Alpes : +0,4 %, France hors Mayotte : +2,11 %).
| 1793 | 1800 | 1806 | 1821 | 1831 | 1836 | 1841 | 1846 | 1851 |
| ---- | ---- | ---- | ---- | ---- | ---- | ---- | ---- | ---- |
| 260  | 234  | 258  | 245  | 275  | 232  | 240  | 202  | 220  |

| 1856 | 1861 | 1866 | 1872 | 1876 | 1881 | 1886 | 1891 | 1896 |
| ---- | ---- | ---- | ---- | ---- | ---- | ---- | ---- | ---- |
| 203  | 212  | 234  | 230  | 211  | 189  | 167  | 175  | 160  |

| 1901 | 1906 | 1911 | 1921 | 1926 | 1931 | 1936 | 1946 | 1954 |
| ---- | ---- | ---- | ---- | ---- | ---- | ---- | ---- | ---- |
| 167  | 147  | 141  | 134  | 132  | 144  | 139  | 104  | 94   |

| 1962 | 1968 | 1975 | 1982 | 1990 | 1999 | 2006 | 2008 | 2013 |
| ---- | ---- | ---- | ---- | ---- | ---- | ---- | ---- | ---- |
| 102  | 110  | 110  | 125  | 140  | 154  | 148  | 146  | 141  |

| 2018 | 2022 | - | - | - | - | - | - | - |
| ---- | ---- | - | - | - | - | - | - | - |
| 173  | 175  | - | - | - | - | - | - | - |

### Enseignement
La commune, qui dépend de l'académie d'Aix-Marseille, ne dispose d'aucun établissement scolaire. Les écoles les plus proches se trouvent dans la ville voisine de Veynes. Une école primaire a pourtant été implantée dans la commune autrefois, les archives de celle-ci, de 1940 à 1969, ont été déposées aux archives départementales des Hautes-Alpes.

### Sports
Des sentiers de randonnées ont été aménagés, dans le massif de Céüze.

### Cultes
Les personnes de confession catholique disposent d'un lieu de culte sur la commune, l'église Saint-Grégoire. Elle dépend du diocèse de Gap et d'Embrun.

## Culture locale et patrimoine

### Lieux et monuments
- Église Saint-Grégoire-le-Thaumaturge de Furmeyer[28] ;
- Chapelle des Savoyons[28] ;
- Chapelle du Moutas[28].

### Personnalités liées à la commune
- Les frères Antoine Rambaud de Furmeyer, Jacques Rambaud de Furmeyer et Daniel, dits « les capitaines Furmeyer », chefs protestants, parents de Guillaume Farel et de Lesdiguières.

### Héraldique
| Blason de Furmeyer | Blason  | D'azur au cyprès arraché d'or, sommé d'une tourterelle d'argent. |
| Blason de Furmeyer | Détails | Le statut officiel du blason reste à déterminer.                 |